# Diego de Anaya Maldonado
Diego de Anaya y Maldonado (Salamanca, 1357-Sevilla, 1437), sacerdote y mecenas español.
Quizá Anaya fuera uno de los personajes más representativos de la historia medieval de Castilla y de León: culto, mecenas preocupado por la educación y por el futuro de su patria.

## Biografía
Hijo de Pedro Álvarez de Anaya y de Aldonza Maldonado, de la nobleza salmantina, vivió una juventud disipada en la que tuvo dos hijos con doña María de Orozco (Juan y Diego Gómez de Anaya); muerta ésta prematuramente, tomó las órdenes sacerdotales. Desde ese momento empezó una carrera importante en el reino. Fue ayo de los infantes Enrique y Fernando, hijos del rey Juan I y fue nombrado obispo de Tuy y de Orense; desde 1392, fue obispo de Salamanca; es trasladado a Cuenca en 1407 y en 1418, es nombrado Arzobispo de Sevilla.

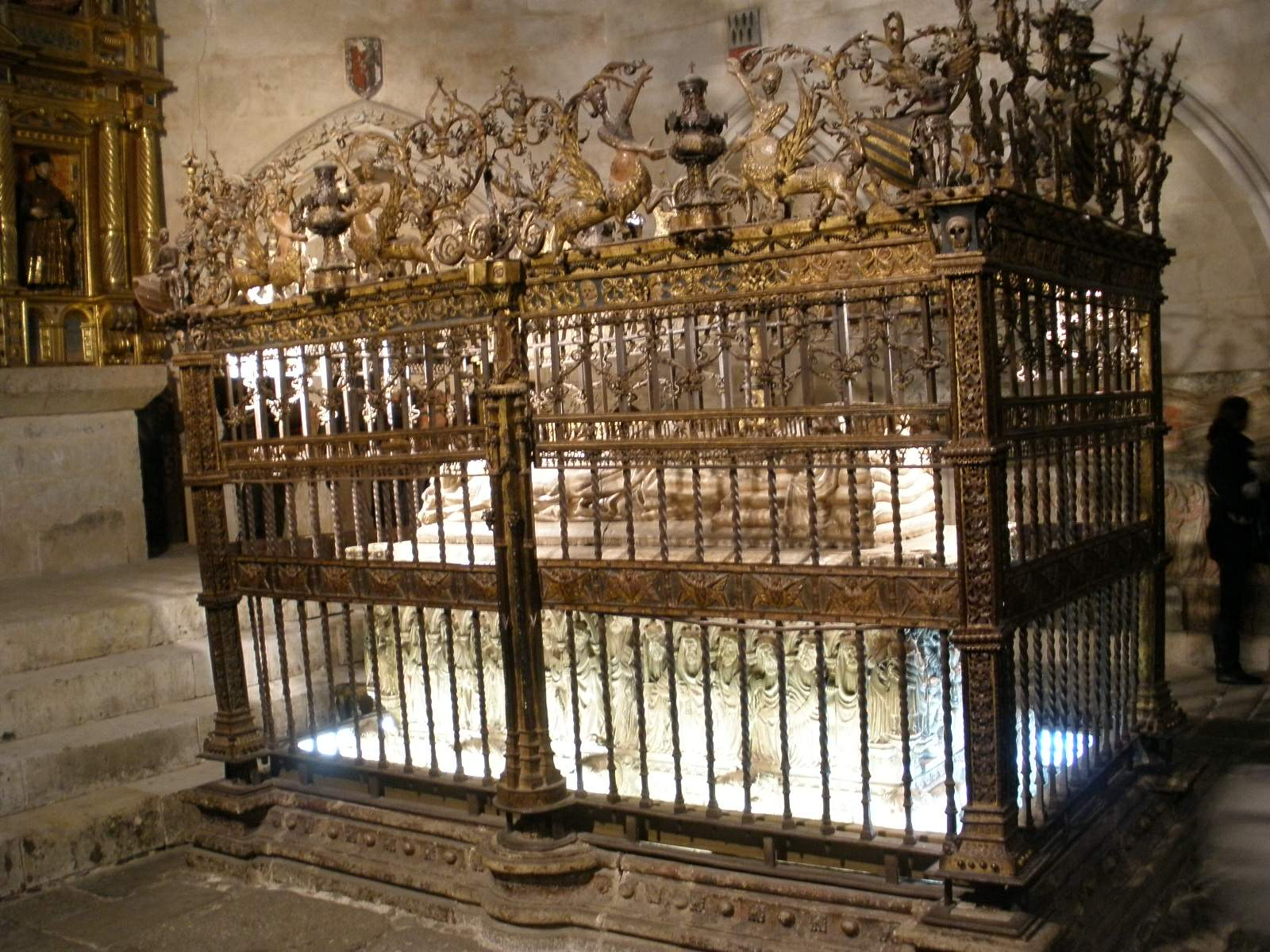
El sepulcro gótico de Don Diego de Anaya y Maldonado en la Capilla de su nombre en el claustro de la Catedral Vieja de Salamanca.

En su labor de apoyo a la enseñanza fundó en 1401 en Salamanca, el Colegio Mayor de San Bartolomé, conocido como Colegio Mayor de Anaya o Colegio Viejo. Empezó con un grupito de alumnos pobres de la Universidad, primero en el propio palacio episcopal y más tarde fue añadiendo rentas, comprando unos solares y edificando un Colegio (en 1413, donde actualmente está el Palacio de Anaya) que acogía alumnos con pocos recursos económicos y capacidad intelectual suficiente. Desde muy pronto los colegiales de San Bartolomé tuvieron fama de bien preparados y ocuparon importantes puestos en la administración del Estado. Entre los primeros se contaron sus hijos Juan y Diego Gómez de Anaya.
También fundó en el claustro de la Catedral Vieja de Salamanca, la capilla de San Bartolomé, destinada a alojar su sepulcro.
En 1402, el rey Enrique III, creó el cargo de presidente del Consejo de Castilla, nombrando a Diego de Anaya para ocuparlo.
En 1417, fue a Roma, y dirigió la delegación castellana en el Concilio de Constanza, en el que, el 11 de noviembre de ese año, se eligió papa a Martín V, jugando en esta elección un papel importante Anaya (al parecer estuvo en el cónclave, aun no siendo cardenal), que el nuevo Papa premió nombrándolo Arzobispo de Sevilla el año siguiente.
Más tarde, ante este papa, fue acusado de favorecer las pretensiones de Clemente VIII, sucesor del antipapa Benedicto XIII, acusación que probablemente promovió el favorito del rey Álvaro de Luna, que pretendía la sede de Sevilla (que ocupaba Anaya) para su medio hermano, Juan de Cerezuela, por lo que Anaya fue retirado de la Sede, aunque conservando el rango episcopal, y fue nombrado un Administrador de la diócesis (Fray Lope de Olmedo). El primado de Toledo, encargado de investigar la verdad de la acusación, declaró a Anaya inocente, pero para entonces, Cerezuela ocupaba ya el cargo, de modo que Anaya tuvo que esperar hasta que Cerezuela cambió de sede (fue nombrado arzobispo de Toledo en 1435), para recuperar su sede sevillana. Entre los dos mandatos, fue nombrado arzobispo de Tarso (7 de enero de 1433 - 25 de febrero de 1435), que era, realmente, un título honorífico.
Está enterrado en la capilla de San Bartolomé o de Anaya, que él mismo fundó, en el claustro de la catedral Vieja de Salamanca.